# Ribariće
Pour les articles homonymes, voir Ribarice (homonymie).
Ribariće (en serbe cyrillique : Рибариће) est une localité de Serbie située dans la municipalité de Tutin, district de Raška. Au recensement de 2011, elle comptait 1 025 habitants.

## Démographie

### Évolution historique de la population
| 1948 | 1953 | 1961 | 1971 | 1981 | 1991 | 2002 | 2011  |
| ---- | ---- | ---- | ---- | ---- | ---- | ---- | ----- |
| 470  | 567  | 620  | 691  | 921  | 957  | 885  | 1 025 |

|  |